# Ред Федер Лејкс (Колорадо)
Ред Федер Лејкс (енгл. Red Feather Lakes) насељено је место без административног статуса у америчкој савезној држави Колорадо.

## Демографија
По попису из 2010. године број становника је 343, што је 182 (-34,7%) становника мање него 2000. године.
| Група             | 2000.       | 2010.       |
| Белци             | 499 (95,0%) | 328 (95,6%) |
| Афроамериканци    | 0 (0,0%)    | 3 (0,9%)    |
| Азијати           | 1 (0,2%)    | 0 (0,0%)    |
| Хиспаноамериканци | 12 (2,3%)   | 12 (3,5%)   |
| Укупно            | 525         | 343         |